# Wolf-Dieter Hauschild (Dirigent)
Wolf-Dieter Hauschild (* 6. September 1937 in Greiz; † 18. Mai 2023 in Leipzig) war ein deutscher Dirigent, Chorleiter, Intendant, Komponist, Cembalist und Hochschullehrer.
Nachdem er ab 1971 beim Berliner Rundfunk tätig gewesen war, wirkte er von 1978 bis 1985 als Chefdirigent des Rundfunk-Sinfonieorchesters und des Rundfunkchors Leipzig. Noch 1984 mit dem Nationalpreis ausgezeichnet, überwarf er sich 1985 mit den DDR-Behörden und siedelte in die BRD über.
In Stuttgart wurde er zum Generalmusikdirektor ernannt und verhalf den dortigen Philharmonikern zu überregionaler Anerkennung. 1991 ging er nach Essen, wo er von 1992 bis 1997 auch Opernintendant des Aalto-Theaters war. In den 2000er Jahren kehrte er zurück in die neuen Bundesländer und leitete das Philharmonische Staatsorchester Halle und die Norddeutsche Philharmonie Rostock. Letztere ernannte ihn 2004 zu ihrem Ehrendirigenten.
Insbesondere mit den Berliner und Leipziger Rundfunkklangkörpern brachte er zahlreiche zeitgenössische Werke zur Uraufführung. Außerdem spielte er das gesamte Chorwerk von Johannes Brahms ein. In Essen konnte er den kompletten Ring von Richard Wagner realisieren.

## Leben

### Greizer Herkunft
Wolf-Dieter Hauschild wurde 1937 als Sohn des Journalisten und Theaterdramaturgen Franz Hauschild (1907–1996) im thüringischen Greiz geboren. Sein Vater war Mitbegründer der „Greizer Musikwochen“ und des „Stavenhagen-Wettbewerbes“. Im Alter von fünf Jahren erhielt Wolf-Dieter Hauschild seinen ersten Klavierunterricht, später machte er Theater. Rückblickend erinnerte er sich an Käthe Reichel, Reimar Johannes Baur und Dieter Franke, mit denen er in Greiz gespielt hatte. Früh begann er mit dem Komponieren u. a. schrieb er eine Kinderoper. Ab dem fünfzehnten Lebensjahr komponierte er Schauspielmusiken für das Theater seiner Heimatstadt. Als Oberschüler erhielt er ferner Kompositionsunterricht bei Ottmar Gerster in Leipzig.

### Studium und berufliche Anfänge in Weimar
Mit siebzehn Jahren nahm er an der Hochschule für Musik Franz Liszt Weimar ein Musikstudium auf, das er 1959 mit drei Staatsexamen beendete: Komposition (Ottmar Gerster), Dirigieren (zunächst bei Hermann Abendroth, dann Gerhard Pflüger) und Klavier. Für seine Abschlussarbeit gestaltete er eine Bühnenfassung zu Mozarts Singspiel Bastien und Bastienne, die an der Deutschen Staatsoper Berlin aufgeführt wurde. Seine Ausbildung vervollständigte er in Meisterkursen bei Hermann Scherchen und Sergiu Celibidache. Bis 1956 wurde er vor allem durch seinen Lehrer Hermann Abendroth geprägt, dessen „Gesamtpersönlichkeit und Autorität“ er sehr schätzte. Dieser ließ ihn in selbständig in Weimar mit dem Hochschulorchester und Laienchören arbeiten. Ferner war für Hauschild der Musiker und Kulturpolitiker Helmut Koch „eine künstlerische und menschliche Vaterfigur“.
Nach seinem Studium begann er seine künstlerische Karriere als Solorepetitor am Deutschen Nationaltheater Weimar. Auch hier komponierte er Schauspielmusiken. Schon bald durfte er zeitgenössische Werke nachdirigieren und einstudieren. Nach zwei Jahren wurde er Kapellmeister. In Weimar brachte er 1963 die Nasreddin-Oper Der fröhliche Sünder seines Lehrers, Ottmar Gerster, zur Uraufführung.

### Station in Frankfurt (Oder)

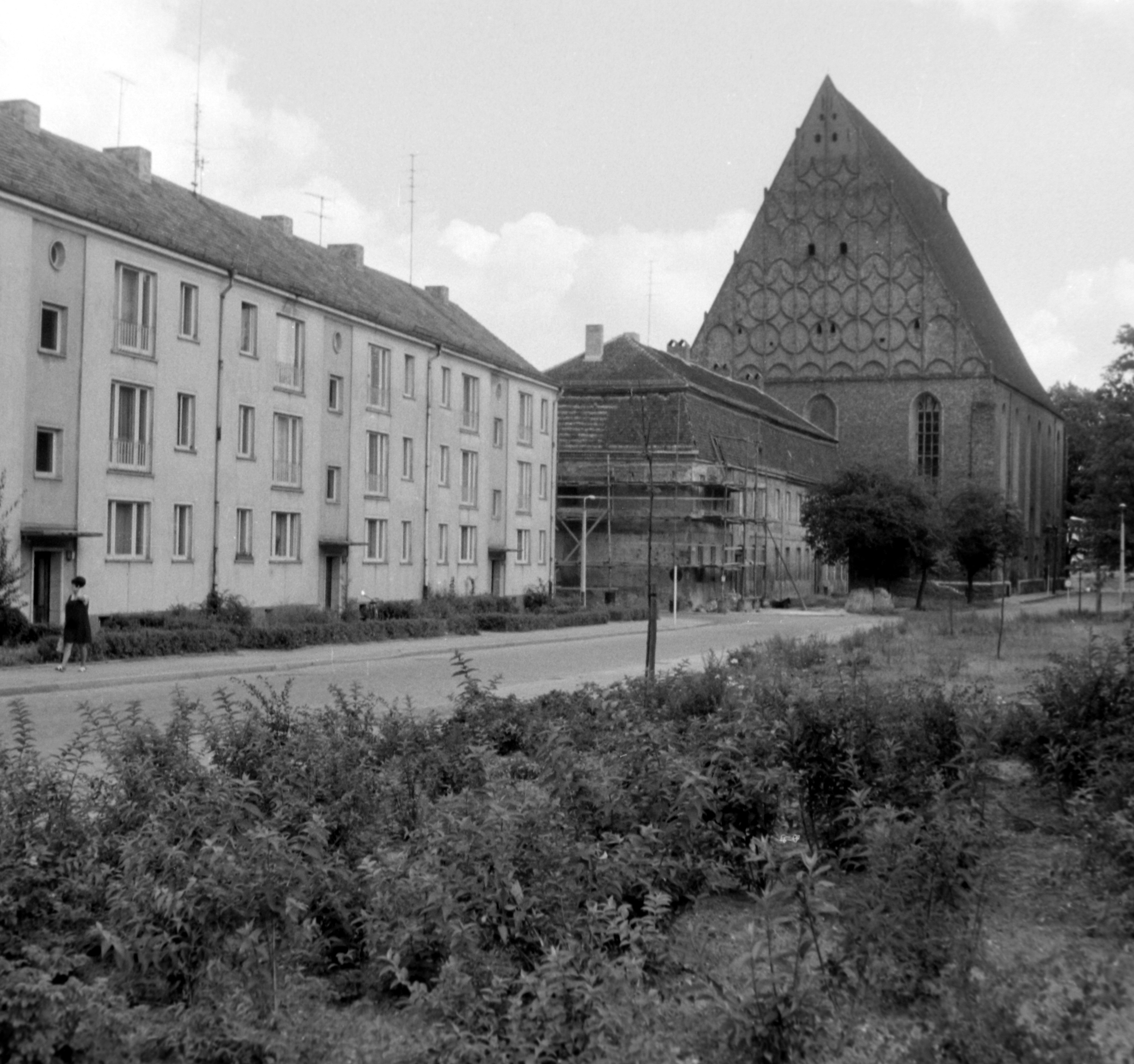
Ehemalige Franziskanerkirche, spätere Konzerthalle Carl Philipp Emanuel Bach Frankfurt (Oder) (1967)

Von 1963 bis 1970 war er Musikalischer Oberleiter am Kleist-Theater und ständiger Dirigent der Philharmonie in Frankfurt (Oder). Seine dortigen Aufgaben erstreckten sich entsprechend sowohl auf das Musiktheater als auf die Konzertreihen. Zu seinem Repertoire gehörten u. a. Verdi, Mozart und Bizet. 1966 dirigierte er die Kurt-Hübenthal-Inszenierung von Händels Oper Serse. Ferner verantwortete er hier die Uraufführung des sinfonischen Werks Schwedter Impulse von Nikolai Badinski sowie die DDR-Erstaufführungen der Opern Der zerbrochene Krug von Zbyněk Vostřák und The Rake’s Progress von Igor Strawinsky. Durch die Nähe zu Berlin, wie Hauschild ausführte, konnten namhafte Sänger wie beispielsweise Reiner Süß für Partien gewonnen werden. Mit dem Politiker Erich Mückenberger setzte sich Hauschild seinerzeit für einen neuen Veranstaltungsort, die nachmalige Konzerthalle Carl Philipp Emanuel Bach, ein.

### Engagement beim Berliner Rundfunk
Im Jahr 1971 wurde Hauschild am Berliner Rundfunk verpflichtet, wo er zunächst den Berliner Rundfunkchor leitete. Von 1973 bis 1976 war er Stellvertreter Heinz Rögners beim Rundfunk-Sinfonieorchester Berlin. Beim Rundfunk traf er erneut auf Helmut Koch, eine „schicksalhafte Bekanntschaft“, wie er sich später erinnern sollte. So vertrat er ihn auch bei der Uraufführung von Fritz Geißlers Oratorium Schöpfer Mensch. Weitere Uraufführungen bei der Musik-Biennale Berlin sollten folgen u. a. 1975 Wilbrandts Mein Haus hat Erde und Meer (Sprecher: Horst Westphal) und Zechlins Klavierkonzert (mit Eva Ander), 1976 Strauß’ 4. Sinfonie mit Sopran-Solo (mit Renate Frank-Reinecke) und Matthus’ Laudate pacem (mit Renate Krahmer, Elisabeth Breul, Annelies Burmeister, Armin Ude und Hermann Christian Polster) und 1977 Köhlers Der gefesselte Orpheus und Voigtländers Canto General (mit Brigita Šulcová).
Im Jahr 1976 wurde er in der Nachfolge von Herbert Kegel Leiter des Rundfunk-Musikschulorchester der DDR. Auch nach seinem Wechsel nach Leipzig pflegte er die Verbindung in die Hauptstadt und wirkte als Gastdirigent an der Deutschen Staatsoper und der Komischen Oper. So übernahm er an letzterer die musikalische Leitung bei der Götz-Friedrich-Inszenierung von Verdis Il trovatore.

### Chefdirigat beim RSO und Rundfunkchor Leipzig
Nachdem er Ende 1977 in Leipzig Werke Luciano Berios dirigiert hatte, wurde er ab der Spielzeit 1978/79 Chefdirigent des Rundfunk-Sinfonieorchesters und parallel Leiter des Rundfunkchors Leipzig. Er konnte sich gegen den Leipziger Generalmusikdirektor Rolf Reuter und den Halleschen Musikdirektor Thomas Sanderling durchsetzten, die allesamt noch vom legendären Vorgänger Herbert Kegel als Gastdirigenten verpflichtet worden waren. In Leipzig pflegte Hauschild zum einen die Wiener Klassik, so führte er die von Kegel begonnenen „Mozartiana“-Reihe fort. Auch setzte er weiterhin konzertante Opernaufführungen auf den Spielplan (Janáček, Wagner u. a.). Zum anderen brachte er mit dem Sinfonieorchester und dem Kammerorchester diverse zeitgenössische Werke zur Uraufführung u. a. 1978 Denissows Konzert für Klavier und Orchester (mit Günter Philipp), 1979 Lombardis Sinfonie, Neuberts Notturno, Lohses Konzert für Klavier und Orchester (mit Gerhard Erber) und Dessaus Vierzehn Stücke aus „Internationale Kriegsfibel“ (mit Helga Termer, Elisabeth Wilke, Horst Gebhardt und Bernd Elze), 1980 Katzers Konzert für Klavier und Orchester (mit Rolf-Dieter Arens) und Wallmanns Stadien für Orchester und Klavier (mit Bettina Otto), 1981 Schenkers „Fanal Spanien 1936“, 1983 Lombardis Zweite Sinfonie und Krätzschmars „Heine-Szenen“ (mit Wolfgang Hellmich). Außerdem verantwortete er hier mehrere DDR-Erstaufführungen u. a. 1979 Ives’ Holiday Symphony und 1984 Zimmermanns Pax Questuosa und Dittrichs „Etym“. Wie auch Kegel zuvor, stellte er am Saisonende der 9. Sinfonie Beethovens stets zeitgenössische Musik voran. Überdies lud er wieder Komponisten-Dirigenten nach Leipzig ein, etwa Milko Kelemen, Ernst Krenek und Witold Lutosławski. Mit der Saison 1979/80 führte er in der Kongreßhalle Leipzig allwöchentliche Vormittagskonzerte ein. Nach der Eröffnung des Neuen Gewandhauses 1981 spielte das Rundfunkorchester regelmäßig im neuen Konzertgebäude. Es folgte die Erhöhung der Anrechtskonzerte. Mit dem Klangkörper legte Hauschild mehrere Schallplattenaufnahmen vor, die von der Musik Telemanns über die Schumanns zu der Ives’ sowie Denissows, Thieles und Krätzschmars reichen, darunter auch das gesamte Chorwerk von Johannes Brahms und mehrere Händel-Oratorien. Ausgedehntes Gastspiele führten ihn mit dem Orchester u. a. in die Sowjetunion und nach Japan. Nach seinem Weggang aus Leipzig dauerte es zwei Spielzeiten, bis die Leitungsposten mit Max Pommer (Orchester) und Jörg-Peter Weigle (Chor) wiederbesetzt werden konnte.

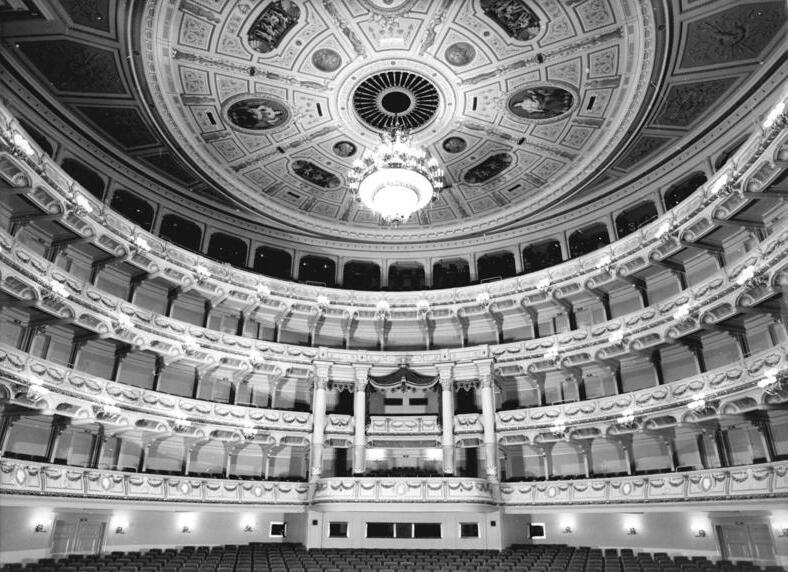
Semperoper in Dresden (1985)

Im Zuge seiner Opernaufführungen in Leipzig, Berlin und Dresden avancierte Hauschild bis Mitte der 1980er Jahre zum „Wagner-Dirigent der Stunde“, wie Robert Schuppert formulierte. Zum Jahreswechsel 1984/85 dirigierte er die im Palast der Republik in Berlin unter Beteiligung der Leipziger Rundfunkklangkörper und den Solisten Reiner Goldberg, Magdalena Falewicz, Uta Priew und Hermann Christian Polster Beethovens 9. Sinfonie, die im ersten Programm des Fernsehens der DDR live übertragen wurde. International bekannt wurde Hauschild im Februar 1985 durch die Fernsehübertragung der Joachim-Herz-Inszenierung von Webers Freischütz, den er anlässlich des 40. Jahrestags der Zerstörung Dresdens zur Wiedereröffnung der Semperoper dirigierte. So wurde sein Dirigat von John Rockwell in der New York Times außerordentlich gelobt. Der Dresdner Musikwissenschaftler Dieter Härtwig (2007) rechnete Hauschild „zu den führenden Dirigenten in der DDR“.

### Übersiedlung in die BRD und Stuttgarter Jahre
Nachdem ein ursprünglich zugesagtes Doppelengagement Leipzig-Stuttgart wegen „der starren Haltung der DDR-Behörden“, wie Jörg Clemen ausführte, nicht zustande kam, siedelte er im Frühjahr 1985 anlässlich eines Stuttgarter Gastspiels in die BRD über. Dort wurde er mit Beginn der Spielzeit 1985/86 Generalmusikdirektor und Chefdirigent der Stuttgarter Philharmoniker. In einer Erklärung führte er aus, dass im Sommer 1984 die Stadt Stuttgart mit der Bitte um ein ständiges Gastdirigat an ihn herangetreten sei, wodurch er teilweise Aufgaben Hans Zanotellis übernehmen sollte. Nachdem die DDR-Behörden dem zustimmten, willigte er in Stuttgart ein. Im April 1985 aber wurde ihm klar, dass die DDR-Behörden „nicht mehr voll zu ihrer Zusage standen“. Er sah sich bei den Orchestermitgliedern und bei der Stadtverwaltung Stuttgart nun in der Pflicht und entschied sich „schweren Herzens“ zur Übersiedlung in die BRD. In der DDR wurde er demgegenüber zur „persona non grata“ erklärt und war fortan auch unter Musikerkollegen als „Klassenfeind“ verschrien; seine Familie erhielt erst zwei Jahre darauf die Ausreisegenehmigung. 1985 brachte er in der Stuttgarter Liederhalle Kelemens Phantasmen (mit Eckart Schloifer) und 1987 Yuns 2. Violinkonzert (mit Akiko Tatsumi) zur Uraufführung. Konzertreisen führten ihn mit den Philharmonikern durch Europa, Japan und die USA. Nach dem Kulturjournalisten Frank Armbruster führte er die Philharmoniker „zu einem Höhepunkt ihrer Geschichte“. Letztlich verließ Hauschild aber Stuttgart, weil es „ihm nicht gelungen war, die Stadt von der Notwendigkeit weiterer Orchesterstellen für die Philharmoniker zu überzeugen“, wie Armbruster bemerkte.
Neben seiner Verpflichtung in Stuttgart war er ab der Saison 1985/86 Gastdirigent beim Niedersächsischen Staatsorchester Hannover, mit dem er 1986 Kelemens Archetypon zur Uraufführung brachte. 1986 dirigiere er das Staatsorchester Stuttgart bei der Loriot-Inszenierung von Flotows Martha am Württembergischen Staatstheater. Mit dem Rundfunkorchester des NDR Hannover oblag ihm 1992 die Uraufführung von Tals 6. Sinfonie.

### Intendanz am Aalto-Theater in Essen
Im Jahr 1991 wurde Hauschild Dirigent der Essener Philharmoniker und 1992 zusätzlich Intendant und Generalmusikdirektor am dortigen Aalto-Theater, eine Doppelfunktion, die eigens für ihn geschaffen worden war. Während seiner Amtszeit wurde der Klangkörper vom Deutschen Musikverleger-Verband mit dem Preis „Bestes Konzertprogramm der Spielzeit“ 1991/92 ausgezeichnet. In seiner Ära wurden u. a. die Ballette Giselle von Adolphe Adam und Der grüne Tisch von Frederic Cohen sowie die Opern Lady Macbeth von Mzensk von Dmitri Schostakowitsch und Tosca von Giacomo Puccini inszeniert. Am Aalto-Theater widmete er sich aber vor allem der Werke Richard Wagners, so ließ er hier den Parsifal (1991/92) und Tristan und Isolde (1992/93) aufführen. Nach siebzig Jahren brachte er von 1994 bis 1997 zusammen mit dem Regisseur Klaus Dieter Kirst, den er aus Dresden kannte, die Tetralogie Der Ring des Nibelungen auf die Bühne. Bereits zu DDR-Zeiten hatte er über die sinfonischen Werke Bruckners und Mahlers eine „Liebe zu Wagner“ entwickelt, die aber lange „platonisch bleiben“ musste, wie er in einem früheren Interview erklärte. Außerdem wandte sich Hauschild der zeitgenössischen osteuropäischen Musik zu, so führte er mit der Philharmonischen Orchester 1993 Suslins Leb’ wohl und 1996 Denissows Konzert für Flöte, Klarinette und Orchester (mit Dagmar Becker und Wolfgang Meyer) urauf. 1997 endete sein Engagement in Essen.
Von 1998 bis 2001 war er als freier Dirigent tätig u. a. beim Orchestra della Svizzera italiana in Lugano.

### Chedirigate in Halle (Saale) und Rostock
Von 2001 bis 2004 war er als Nachfolger des festen Gastdirigenten Bernhard Klee Chefdirigent des Philharmonischen Staatsorchesters Halle. Im Jahr 2003 brachte er im Neuen Theater Halle Martis H aspiré zur Uraufführung. Mit Verweis auf die geplante Orchesterfusion, die er ablehnte, beendete er sein Engagement beim Philharmonischen Staatsorchester frühzeitig.
Neben seinem Hallenser Engagement war er von August 2002 bis 2004 Generalmusikdirektor des Volkstheaters Rostock und Chefdirigent der Norddeutschen Philharmonie, wo er bereits im Jahr 2000 ein ständiges Gastdirigat übernahm. Weil er, wie er später erklärte, „keinen künstlerischen und menschlichen Konsens“ mit dem Intendanten Steffen Piontek finden konnte, verließ er das Orchester.
Gastdirigate absolvierte er u. a. in der Schweiz, in Österreich, Italien, Spanien, Finnland und Taiwan.

## Lehrverpflichtungen
Nachdem er in Berlin (Ost) und Leipzig zunächst Lehraufträge innehatte, erhielt er 1981 an beiden Musikhochschulen eine Professur für Orchesterleitung. 1988 wurde er Professor für Orchesterleitung an der Hochschule für Musik und Darstellende Kunst Stuttgart. An der Staatlichen Hochschule für Musik Karlsruhe lehrte Hauschild von 1989 bis 2003 ebenfalls als Professor für Dirigieren.
Im Jahr 1983 gründete er in Altenburg das „Seminar für Junge Operndirigenten“. Wiederholt war er auch Künstlerischer Leiter für Orchesterdirigieren beim Forum Dirigieren des Deutschen Musikrats (Essen 1994, Koblenz 1998 und 2005, Halle (Saale) 2001, Rostock 2002 und 2004 und Bremen 2006). Außerdem war er im Wintersemester 2005/06 und im Sommersemester 2007 Dozent für Probespielstellen im Orchesterverbund / Sinfoniekonzert am Orchesterzentrum NRW.
Zu seinen Schülern gehören u. a. Michael Gläser, Constantin Trinks und Hendrik Vestmann.

## Familie
Wolf-Dieter Hauschild, evangelisch, war seit 1959 verheiratet und Vater zweier Kinder. Sein Sohn Thomas Hauschild (* 1964) ist Professor für Horn an der Hochschule für Musik und Theater „Felix Mendelssohn Bartholdy“ Leipzig.

## Auszeichnungen
Kulturpreise
- 1975: Kritikerpreis der Berliner Zeitung für das Dirigat von Petrovics’ Oper Lysistrata an der Deutschen Staatsoper Berlin[68]
- 1977: Kunstpreis der DDR[69]
- 1984: Nationalpreis der DDR III. Klasse für Kunst und Literatur „für hervorragende Leistungen als Chefdirigent des Rundfunk-Sinfonieorchesters Leipzig und des Rundfunkchores Leipzig sowie für maßstabsetzende Interpretationen der Werke des klassischen Erbes und für die Pflege der zeitgenossischen Musik der DDR auf chorsinfonischem Gebiet“[70]

Schallplattenpreise
- 1991: Vierteljahresliste 1/1991 des Preises der deutschen Schallplattenkritik für Klarinettenkonzerte von Wolfgang Amadeus Mozart, Joseph von Eybler und Franz Xaver Süßmayr[71]
- 1993: Vierteljahresliste 3/1993 des Preises der deutschen Schallplattenkritik für Sinfonie concertanti von François Devienne[72]
- 199?: Choc – Le Monde de la musique für Sämtliche Chorwerke a cappella und mit Instrumentalbegleitung von Johannes Brahms[73]

Weitere Ehrungen
- 1966: Ernst-Moritz-Arndt-Medaille[74]
- 2004: Ehrendirigent der Norddeutschen Philharmonie Rostock[58]

## Werke (Auswahl)
Hauschild komponierte u. a. folgende Schauspielmusiken:
- Die Insel Gottes (Manfred Richter)
- Much Ado About Nothing (William Shakespeare)
- Faust I (Johann Wolfgang von Goethe)
- Krasnaja šapočka (Jewgeni Schwarz)
- Repka (Wladimir Majakowski)
- Des Teufels drei goldene Haare (Horst Ulrich Wendler)
- Prinz Friedrich von Homburg (Heinrich von Kleist)
- Antigona a tí druhí (Peter Karvaš)

## Diskografie (Auswahl)
Cembalist
- 1974: Joseph Haydn: Die Schöpfung (Eterna) mit der Rundfunk-Solistenvereinigung, dem Rundfunkchor und dem Rundfunk-Sinfonie-Orchester Berlin unter Helmut Koch; Solisten: Regina Werner, Peter Schreier, Theo Adam
- 1975: Georg Friedrich Händel: Feuerwerksmusik u. a. (Eterna) mit dem Kammerorchester Berlin unter Helmut Koch
- 1975: Georg Friedrich Händel: Der Messias (Eterna) mit der Rundfunk-Solistenvereinigung, dem Rundfunkchor und dem Rundfunk-Sinfonie-Orchester Berlin unter Helmut Koch; Solisten: Regina Werner, Heidi Rieß, Peter Schreier, Theo Adam

Dirigent
- 1979: Sergei Prokofjew: Alexander Newski (Eterna) mit dem Rundfunkchor, der Rundfunk-Solistenvereinigung und dem Rundfunk-Sinfonie-Orchester Berlin; Solistin: Ingeborg Springer
- 1980: Edisson Denissow: Konzert für Klavier und Orchester / Peinture (Nova) mit den Rundfunk-Sinfonie-Orchestern Leipzig und Berlin; Solist: Günter Philipp
- 1980: Johannes Brahms: Fest- und Gedenksprüche / Motetten Op. 29, 74, 110 (Eterna) mit dem Rundfunkchor Leipzig
- 1981: Georg Philipp Telemann: Burlesque de Quixotte / Ouvertüre der Konzertsuite F-Dur (Eterna) mit dem Rundfunk-Sinfonie-Orchester und dem Rundfunk-Kammerorchester Leipzig
- 1982: Charles Ives: A Symphony: New England Holidays / Central Park in the Dark (Eterna) mit dem Rundfunk-Sinfonie-Orchester Leipzig
- 1982: Johann Joachim Quantz, Domenico Cimarosa, Carl Stamitz: Flötenkonzerte (Eterna) mit dem Rundfunk Kammerorchester Leipzig; Solist: Werner Tast
- 1983: Johannes Brahms: Lieder und Romanzen (Eterna) mit dem Rundfunkchor Leipzig
- 1983: Joseph Haydn, Johann Nepomuk Hummel, Vincenzo Bellini: Oboenkonzerte (Eterna) mit dem Rundfunk-Kammerorchester Leipzig; Solist: Burkhard Glaetzner
- 1983: Johannes Brahms: Deutsche Volkslieder (Eterna) mit dem Rundfunkchor Leipzig
- 1984: Georg Friedrich Händel: Herakles (Eterna) mit dem Rundfunkchor und dem Rundfunk-Sinfonie-Orchester Leipzig; Solisten: Kari Lövaas, Doris Soffel, Hebe Dijkstra, Eberhard Büchner, Hermann Christian Polster, Rolf Tomaszewski
- 1984: Georg Friedrich Händel: Israel in Ägypten (Eterna) mit dem Rundfunkchor und dem Rundfunk-Sinfonie-Orchester Leipzig; Solisten: Carola Nossek, Petra-Ines Strate, Rosemarie Lang, Christian Vogel, Siegfried Lorenz, Gothart Stier
- 1984: Johannes Brahms: Geistliche Chorwerke (Eterna) mit dem Rundfunkchor und dem Rundfunk-Sinfonie-Orchester Leipzig; Solisten: Julia Schlegel, Heidi Rieß
- 1984: Robert Schumann: Das Paradies und die Peri (Eterna) mit dem Rundfunkchor und dem Rundfunk-Sinfonie-Orchester Leipzig; Solisten: Magdaléna Hajóssyová, Marga Schiml, Eberhard Büchner, Hermann Christian Polster u. a.
- 1984: Wilfried Krätzschmar: Explosionen und Cantus u. a. (Nova) mit dem Rundfunk-Sinfonie-Orchester Leipzig
- 1984: Johannes Brahms: Kanons und Chöre / Volkskinderlieder (Eterna) mit dem Rundfunkchor Leipzig; Solisten: Edith Mathis, Karl Engel
- 1985: Carl Maria von Weber: Der Freischütz (Eterna) mit dem Chor der Staatsoper und der Staatskapelle Dresden
- 1985: Friedrich Schenker: Flötensinfonie (Nova) mit dem Rundfunk-Sinfonie-Orchester Leipzig; Solist: Werner Tast
- 1990: Max Reger: Violinkonzert A-Dur (Amati) mit den Stuttgarter Philharmonikern; Solistin: Edith Peinemann
- 1991: Wolfgang Amadeus Mozart, Joseph von Eybler, Franz Xaver: Klarinettenkonzerte (Novalis) mit dem English Chamber Orchestra; Solist: Dieter Klöcker
- 1993: François Devienne: Sinfonie Concertanti (Koch-Schwann) mit dem Consortium Classicum und dem Rundfunk-Orchester des NDR Hannover
- 1995: Siegfried Thiele: Übungen im Verwandeln u. a. (Wergo) mit dem Rundfunksinfonie-Orchester Leipzig
- 1997: Johannes Brahms: Sämtliche Chorwerke a cappella und mit Instrumentalbegleitung (Orfeo) mit dem Leipziger Rundfunkchor und Instrumentalsolisten
- 1998: Gloria Coates: Symphony No. 2 u. a. (cpo) mit den Stuttgarter Philharmonikern
- 2000: Ferdinand Hérold: Overtures and Symphonies (Dynamic) mit dem Orchestra della Svizzera italiana
- 2001: François-Joseph Gossec: Symphonie à 17 parties (Naxos) mit dem Orchestra della Svizzera italiana